# Ogród botaniczny w Wanadzorze
Ogród botaniczny w Wanadzorze – ogród botaniczny założony w 1935 roku w południowej części Wanadzoru, na wysokości 1400–1450 m n.p.m. Jest placówką satelicką ogrodu botanicznego w Erywaniu. Kolekcja liczy 1,4 tysiąca taksonów i obejmuje rośliny pochodzące z Meksyku, Dalekiego Wschodu, Ameryki Północnej, obszaru śródziemnomorskiego i Himalajów. Licznie reprezentowane są rodziny różowatych Rosaceae, cyprysowatych Cupressaceae, oliwkowatych Oleaceae. Rosną tu m.in. różne gatunki z rodzajów sosna Pinus, świerk Picea, klon Acer, dąb Quercus, różanecznik Rhododendron oraz jodła kaukaska Abies nordmanniana, wiązowiec zachodni Celtis occidentalis, złotokap pospolity Laburnum anagyroides, świerk kłujący Picea pungens, sosna żółta Pinus ponderosa, mamutowiec olbrzymi Sequoiadendron giganteum.